# Marek Blažíček
Marek Blažíček (* 28. prosince 1995) je český spisovatel, textař, scenárista a hudebník.

## Život
V roce 2019 absolvoval v oboru Tvorba textu a scénáře na Konzervatoři Jaroslava Ježka. Publikoval několik knih, například sbírku povídek U piva se nemluví (2018) a Vanilkový koktejl mladého Werthera (2020). Kromě literární činnosti se věnuje tvorbě divadelních her a scénářů, vlastní hudební tvorbě a psaní textů písní pro kapely. Je rovněž spoluautorem blogu Deník neúspěšného hudebníka. Jeho tvorbu ovlivňují témata existenciálního hledání a společenské kritiky.

## Dílo

### Knihy
- 2018 – U piva se nemluví - kniha vyšla s ilustracemi Jana Netolického[2]
- 2020 - Vanilkový koktejl mladého Werthera – kniha vyšla ve spolupráci s výtvarnicí Drahomírou Klofáčovou[3]
- 2021 - Spolknout si hlavu je základ slušnosti[4]
- 2022 - Před jídlem si důkladně uřízněte ruce – ilustrace Lívie Škutové[5]
- 2024 -  kniha Další, prosím autora Tomáše Krause (redaktor publikace)[6]

### Divadlo
- 2020 - Poslední muž AKA Praktická příručka pro život v Praze v 21. století (scénář)[7]
- 2022 - divadelní beseda Egon a Honza (spoluautor scénáře a role Egona)[8]
- 2023 -  muzikál Miluju tě s.r.o. (scénář a režie)[9]
- 2024 - moderace Národní opruzení tour Karolíny Zoe Meixnerové[10]

### Vlastní tvorba (hudba)
- 2023 - rozhlasová opereta Kainovo pozdní odpoledne[11]
- 2024 -
  - singl Teorie velkého stesku[12]
  - singl Kamkoliv[13]

### Texty k písním
- 2020 -  Zoo města od skupiny Mánie (text)[14]
- 2021 - album Na hraně od skupiny Mánie (texty ke všem písním)[1]
- 2021 – Píseň Krakenomet interpreta Krakenoš (text)[1]
- 2022 – Singl Co Čech, to deviant od interpreta Krakenoš (text)[1]
- 2022 – Singl Techtle mechtle od interpreta Krakenoš (text)[1]
- 2022 – Singl Stíny zpěvačky Johanky Valáškové (text)[1]
- 2023 –
  - Singl Eden zpěvačky Johanky Valáškové (text)[1]
  - Singl  Tak malý kapely Boží muka (spoluautor textu)[1]
  - Soundtrack muzikálu Miluju Tě s.r.o. (text)[1]
  - album Pátá planeta zpěvačky Alžběty Mrvy Bohdanové (autor/spoluautor textu většiny skladeb)[15]
  - singl Srdcerváč zpěvačky Adély Michálkové (text)[1]
  - píseň Lunapark kapely Boží muka (spoluautor textu)[1]
- 2024 –
  - singl Guláš kapely Boží muka (text)[1]
  - singl Samá voda zpěvačky Alžběty Mrvy Bohdanové (text)[1]
  - skladba Zavři oči kapely Boží muka (spoluautor textu)[1]
  - píseň Co chceš slyšet (autor textu)[16]